# Haworthia heidelbergensis
Haworthia heidelbergensis ist eine Pflanzenart der Gattung Haworthia in der Unterfamilie der Affodillgewächse (Asphodeloideae).

## Beschreibung
Haworthia heidelbergensis wächst stammlos und sprossend. Die zahlreichen aufrechten bis zurückgebogenen Laubblätter bilden eine Rosette mit einem Durchmesser von bis zu 8 Zentimetern. Die festfleischige, dunkelgrüne, rötlich überhauchte Blattspreite ist 3 bis 5 Zentimeter lang und 0,5 bis 1 Zentimeter breit. Die halbwegs gestutzte Endfläche ist leicht durchscheinend. Die Blattspitze ist abgeflacht und gerundet. Am Blattrand und dem Blattkiel befinden sich in der Regel kleine Dornen.
Der Blütenstand erreicht eine Länge von bis zu 20 Zentimeter und besteht aus zehn bis 15 weißlichen Blüten, die bräunlich geadert sind.

## Systematik und Verbreitung
Haworthia heidelbergensis ist in der südafrikanischen Provinz Westkap verbreitet.
Die Erstbeschreibung durch Gerald Graham Smith wurde 1948 veröffentlicht. Ein nomenklatorische Synonym ist Haworthia retusa var. heidelbergensis (G.G.Sm.) Halda (1997).
Es werden folgende Varietäten unterschieden:
- Haworthia heidelbergensis var. heidelbergensis
- Haworthia heidelbergensis var. minor M.B.Bayer
- Haworthia heidelbergensis var. scabra M.B.Bayer
- Haworthia heidelbergensis var. toonensis M.B.Bayer

## Nachweise